# Adriaen Spierinck
Adriaan Spiering of Adriaen Cornelisz Spierinck ( - 12 mei 1618) is geboren als zoon van de uit Heusden afkomstige koopman Cornelis Spiering. Samen met zijn broer François treedt hij in de voetsporen van zijn vader en gaat in de handel. In oktober 1602 trouwt hij met Anna van Loon, de dochter van Willem van Loon en Petronella van Roy. Terwijl Adriaan en zijn kinderen in Holland blijven gaat Ewoud, de zoon van François als opperkoopman van de VOC naar Batavia.
Adriaen Spierinck was van 1602 tot zijn overlijden in 1618 een van de bewindhebbers van de VOC-Kamer Rotterdam. Van 1611 tot 1618 was hij eveneens lid van de vroedschap van Rotterdam. Van 21 juni 1612 tot 27 april 1616 was hij gecommitteerde van de Admiraliteit op de Maze.